# Perisphincter
Perisphincter is een geslacht van insecten uit de orde vliesvleugeligen (Hymenoptera) en de familie Ichneumonidae.

## Soorten
- P. brevicollis (Wesmael, 1849)
- P. chinensis Wang, 1986
- P. gracilicornis Schnee, 1978
- P. kiushuensis (Uchida, 1928)
- P. tisiphone (Morley, 1913)
- P. tooloomi Gauld, 1976
- P. toxeres Gauld, 1978